# Tormod Andreassen
Tormod Andreassen (* 29. März 1951) ist ein norwegischer Curler. 
Sein internationales Debüt hatte Andreassen bei der Weltmeisterschaft 1986 in Toronto, er blieb aber ohne Medaille. 
Bei der EM 1986 in Kopenhagen gewann er mit der Bronzemedaille sein erstes Edelmetall. 
Andreassen spielte als Skip der norwegischen Mannschaft bei den XVI. Olympischen Winterspielen 1992 in Albertville im Curling. Die Mannschaft gewann die olympische Silbermedaille nach einer 6:7-Niederlage im Finale gegen die Schweiz um Skip Urs Dick. Da Curling damals noch eine Demonstrationssportart war, besitzt die Medaille keinen offiziellen Status.

## Erfolge
- 2. Platz Olympische Winterspiele 1992 (Demonstrationswettbewerb)
- 2. Platz Europameisterschaft 1986, 1998